# 티키타카 (텔레비전 프로그램)
티키타카는 SBS에서 2021년 4월 4일부터 매주 일요일 23:05(KST)에 방영되는 대한민국의 텔레비전 프로그램이다. 시즌 1은 2021년 6월 20일에 종료되었다.

## 캐스팅
- 탁재훈
- 김구라
- 음문석
- 규현 (슈퍼주니어)